# Резолюция 102 на Съвета за сигурност на ООН
Резолюция 102 на Съвета за сигурност на ООН, приета на 3 декември 1953 г., препоръчва на Общото събрание на ООН, в съответствие с чл. 93 от Хартата на ООН, да определи условията, при които Япония може да стане страна по Статута на Международния съд.
Резолюцията препоръчва на Общото събрание Япония да бъде приета за страна по Статута на Международния съд, след като депозира пред генералния секретар на ООН акт, подписан от името на японското правителство и ратифициран съгласно основния закон на страната, който акт да съдържа:

А) приемане на постановленията в Статута на Международния съд;

Б) приемане на всички задължения на член на Организацията на обединените нации, произтичащи от член 94 от Хартата на ООН;

В) поемане на задължението да покрива част от разходите на Съда, размерът на която част ще се определя периодично от Общото събрание на ООН след консултации с правителството на Япония.
Резолюция 102 е приета с мнозинство от 10 гласа, а представителят на Съветския съюз гласува „въздържал се“.